# 環境影響評価条例
環境影響評価条例（かんきょうえいきょうひょうかじょうれい）とは地方自治体の条例。

## 概要
環境に著しい影響を及ぼすおそれがある事業について、環境の保全上の見地から環境アセスメントと事後調査の手続について、条例により規定している。
国の環境アセスメント制度との違いは、対象事業の種類を多い、小規模の事業の対象、住民の意見を聞くための公聴会を開催、第三者機関による審査、事後モニタリング義務づけなど地域の実情に応じた特徴ある内容のものとなっている。
1976年に川崎市で初めて制定された。
環境影響評価法制定以前の閣議アセスの時代から、要綱によって事業者に環境アセスメントの実施を位置付けることが都道府県・政令指定都市において起こった。その中で、公害行政の先端を行く政令指定都市の中では、行政指導の範疇内の要綱ではなく、議会の議決をもって制定され、罰則等を伴い、強制力をもつ条例によって、環境影響評価の実施を位置付ける地方自治体が起こった。
その後、環境影響評価法の制定により、環境アセスメントの実施が法的に位置付けられるなか、法の規模要件に満たない規模の事業に対する環境アセスメントの実施や、法的に位置付けられていない事後モニタリングの義務づけなどを位置付ける条例の制定が進んだ。

## 関連書籍
- 兼子仁『条例検討シリーズ5　環境アセスメント条例』北樹出版、1984年。ISBN 9784893843968。